# Xã Elk Creek, Quận Republic, Kansas
Xã Elk Creek (tiếng Anh: Elk Creek Township) là một xã thuộc quận Republic, tiểu bang Kansas, Hoa Kỳ. Năm 2010, dân số của xã này là 136 người.